# Телефонный план нумерации Дании
Телефонный план нумерации Дании — диапазоны телефонных номеров, выделяемых различным пользователям телефонной сети общего пользования в Дании. В Королевстве обычно используется восьмизначный номер закрытый план нумерации. Номера абонентов переносимы в зависимости от провайдера и географии, то есть номера фиксированной связи могут быть перенесены на любой физический адрес в Дании. В Королевство также включает в себя две автономные области, Фарерские острова и Гренландию, хотя каждой из них присвоен свой собственный телефонный код страны и действует отдельный план нумерации. Ранее на Фарерских островах также использовался код страны +45.

## Нумерация
| Обозначение                                                               | Диапазон                                            |
| ------------------------------------------------------------------------- | --------------------------------------------------- |
| Зарезервировано для национального или стандартного европейского префикса: | 01-xx-xx-xx – 09-xx-xx-xx                           |
| Предварительный выбор оператора:                                          | 10-xx                                               |
| Короткие номера:                                                          | 11-x – 12-x                                         |
| Короткие номера:                                                          | 18-xx                                               |
| Коды доступа к сети:                                                      | 16-xx-x                                             |
| Мобильные телефоны:                                                       | 20-xx-xx-xx – 31-xx-xx-xx                           |
| Мобильные телефоны:                                                       | 40-xx-xx-xx – 42-xx-xx-xx 49-11-xx-xx               |
| Мобильные телефоны:                                                       | 50-xx-xx-xx – 55-xx-xx-xx                           |
| Мобильные телефоны:                                                       | 60-xx-xx-xx – 61-xx-xx-xx                           |
| Мобильные телефоны:                                                       | 71-xx-xx-xx                                         |
| Мобильные телефоны:                                                       | 81-xx-xx-xx                                         |
| Мобильные телефоны:                                                       | 91-xx-xx-xx – 93-xx-xx-xx                           |
| Стационарные телефоны/ISDN:                                               | 32-xx-xx-xx – 36-xx-xx-xx                           |
| Стационарные телефоны/ISDN:                                               | 38-xx-xx-xx – 39-xx-xx-xx                           |
| Стационарные телефоны/ISDN:                                               | 43-xx-xx-xx – 49-10-xx-xx 49-12-xx-xx - 49-99-99-99 |
| Стационарные телефоны/ISDN:                                               | 54-xx-xx-xx – 59-xx-xx-xx                           |
| Стационарные телефоны/ISDN:                                               | 62-xx-xx-xx – 66-xx-xx-xx                           |
| Стационарные телефоны/ISDN:                                               | 69-xx-xx-xx                                         |
| Стационарные телефоны/ISDN:                                               | 72-xx-xx-xx – 79-xx-xx-xx                           |
| Стационарные телефоны/ISDN:                                               | 82-xx-xx-xx                                         |
| Стационарные телефоны/ISDN:                                               | 86-xx-xx-xx – 89-xx-xx-xx                           |
| Стационарные телефоны/ISDN:                                               | 96-xx-xx-xx – 99-xx-xx-xx                           |
| Номера M2M:                                                               | 37-xx-xxxx-xxxx                                     |
| Запасные номера:                                                          | 13-xx-xx-xx – 15-xx-xx-xx                           |
| Запасные номера:                                                          | 17-xx-xx-xx                                         |
| Запасные номера:                                                          | 19-xx-xx-xx                                         |
| Запасные номера:                                                          | 67-xx-xx-xx – 68-xx-xx-xx                           |
| Запасные номера:                                                          | 83-xx-xx-xx – 85-xx-xx-xx                           |
| Запасные номера:                                                          | 94-xx-xx-xx – 95-xx-xx-xx                           |
| Номера с разделенной оплатой:                                             | 70-xx-xx-xx                                         |
| Бесплатный телефонный аппарат:                                            | 80-xx-xx-xx                                         |
| Премиум-тариф:                                                            | 90-xx-xx-xx                                         |

Раздельная оплата в Дании обычно больше не используется; звонки на 70 номеров обычно оплачиваются как обычные звонки на стационарные телефоны. Существует несколько исключений, например, 70 10 11 55 (услуга TDC speaking clock service).
В последнем опубликованном плане нумерации, от 2016 года, есть исключения из приведенной выше серии стационарных телефонов. Почти все серии стационарных телефонов имеют одно или несколько исключений, основанных на их 3-й цифре. Например. 43-xx-xx-xx обозначается как номера стационарных телефонов, однако 43-1x-xx-xx был переназначен как диапазон мобильного телефона.

## Специальные номера
- Экстренные службы (полиция, пожарные, скорая помощь): 112
- Полиция (не экстренная, ближайший физический полицейский участок): 114
- Другие 3-значные короткие коды зарезервированы.
- Коды выбора оператора: 10xx
- Номера служб (например, для справок по справочнику): 18xx
- Коды выбора оператора связи для передачи данных: 16xxx
- Социальные службы: 116xxx

## Прежние коды городов в Дании
| Исходные коды регионов для автоматических обменов, с 1950 по 1989 год | Расположение                                                                      |
| --------------------------------------------------------------------- | --------------------------------------------------------------------------------- |
| 01                                                                    | Копенгаген и окрестности, а также Амагер (примерно до 1975 года)                  |
| 01                                                                    | Копенгаген в пределах внешних крепостных стен и Амагер (примерно после 1975 года) |
| 02                                                                    | Фленсбург (из Южной Ютландии), Мальме (из Зеландии) (до ок. 1975)                 |
| 02                                                                    | Район Копенгагена и Северная Зеландия (округ Фредериксборг) (после ок. 1975)      |
| 03                                                                    | Большая Зеландия, Лолланд, Фальстер, Мен и Борнхольм                              |
| 04                                                                    | Южная Ютландия                                                                    |
| 041                                                                   | Общественная пейджинговая служба (PPP) примерно с 1975 по 1989 год.               |
| 042                                                                   | Фарерские острова                                                                 |
| 05                                                                    | Южная Ютландия                                                                    |
| 06                                                                    | Восточная Ютландия                                                                |
| 07                                                                    | Западная Ютландия                                                                 |
| 08                                                                    | Северная Ютландия                                                                 |
| 09                                                                    | Фюн с прилегающими островами                                                      |

Фарерские острова позже приняли свой собственный код страны +298, при этом требуется международный набор номера из Дании.
8-значная нумерация была введена в 1986/87 годах, так что код города приходилось использовать каждый раз, в том числе и для местных звонков.
2 сентября 1986 года в районах 01, 02, 03 (Зеландия, Лолланд-Фальстер, Борнхольм и Мен).
15 мая 1987 года в районе 09 (Фюн и прилегающие острова).
16 мая 1989 года цифра 0 была опущена в качестве первой цифры, и все телефонные номера должны начинаться с цифры от 3 до 9.
| Прежние коды городов 1989 - ок. 1999 |       |                 |
| 01                                   | стали | 31              |
| 02                                   | стали | 42              |
| 03                                   | стали | 53              |
| 04                                   | стали | 74              |
| 05                                   | стали | 75              |
| 06                                   | стали | 86              |
| 07                                   | стали | 97              |
| 08                                   | стали | 98              |
| 09                                   | стали | 62, 64, 65, 66. |

Сегодня (с 1989 года) в Дании набирается один и тот же телефонный номер, независимо от того, откуда вы звоните, но информация о наборе номера по-прежнему в принципе находится во главе угла номера. Номера, начинающиеся с 20-31, предпочтительно являются номерами мобильной связи, номера, начинающиеся с 70 и 72-79, предпочтительно являются номерами стационарных телефонов и так далее.